# Gerhard
Gerhard (auch: Gerhardt, abgekürzt: Gerd, Gert, Gertschi und Geri) ist ein männlicher Vorname und Familienname.

## Herkunft und Bedeutung des Namens
- althochdeutsch (ger = „Speer“; harti = „hart“, „stark“)

Gerhard kann wie „sattelfest“  (hard – fest) gedeutet werden, also: „der Speerstarke“, „kühner, treffsicherer Speerwerfer“, „der Kühne mit dem Speer“, „tapferer Jäger mit Speer“, „spitzer Speer“.

## Verbreitung
Die Verbreitung des Namens Gerhard stieg in Deutschland am Anfang des 20. Jahrhunderts. Von der Mitte der 1910er Jahre bis Mitte der 1930er Jahre gehörte er zu den zehn häufigsten Jungennamen des jeweiligen Jahrgangs. In den 1960er Jahren ging seine Popularität stark zurück, seit den 1970er Jahren werden kaum noch Jungen Gerhard genannt.

## Namenstag
Mögliche Namenstage sind:
- 27. Januar: nach dem sel. Gerhard, Abt von Kremsmünster († 27. Januar 1050)[3]
- früher 30. Januar, jetzt 14. Juni: nach dem sel. Gerhard von Clairvaux (Kämmerer), einem Adligen und Zisterziensermönch, Bruder von Bernhard von Clairvaux (†  1138)[4]
- 8. März: nach dem sel. Gerhard von Clairvaux (Abt), einem Märtyrer und Zisterzienserabt († um 1177)
- 23. April: nach dem hl. Gerhard, Bischof von Toul († 23. April 994)[3]
- 24. September: nach dem hl, Gerhard von Csanád, Bischof von Csanád († 24. September 1046)[3]
- 16. Oktober: nach dem hl. Gerhard Majella, († 16. Oktober 1755)[3]

## Varianten
männlich: Gard, Garrit, Geert, Gehrt, Gerd, Gerhardt, Gerhart, Gerit, Gero, Gerrit, Gerrith, Gerry, Gert, Gherhard, Gherardo, Jerrit

Kurzform: auch Hardy, österr. (umgangsspr): Hartl, Geri, Gerli (Rufname)

Familiennamen: Gerhard, Gerhardy, Gerdes, Geerdes, Gertz
| Niederländisch     | Geert, Geeraard, Geerd, Gerrit, Gert                |
| Plattdeutsch       | Gerke, Gehrke, Gericke                              |
| Englisch           | Garrett und Garret, Jerrard, Gerrard, Gerard, Jerry |
| Esperanto          | Gerardo                                             |
| Spanisch           | Gerardo, Giraldo (als Familienname)                 |
| Französisch        | Gérard und Gerard; Girard, Girart                   |
| Italienisch        | Gerardo;, Gherardi und Gherardini                   |
| Latein             | Giraldus                                            |
| Galicisch (galego) | Xerardo                                             |
| Katalanisch        | Gerard, Guerau, Grau                                |
| Baskisch           | Kerarta                                             |
| Isländisch         | Geirharður                                          |
| Ungarisch          | Gellért (auch als Heiligenname)                     |
| Niederfränkisch    | Gerrit                                              |
| Deutsch            | Gerhard, Gerhardt, Gerhart, Gehrhardt               |

In Norwegen und in Schweden ist „Gerd“ ein weiblicher Vorname, siehe auch Gerda (Mythologie).

## Namensträger
- Gerhard (Liesborn) († 1303), Abt des Benediktinerklosters Liesborn
- Gerhard von Augsburg (10. Jh.), Kleriker in Augsburg
- Gerhard von Bevar (vor 1280–1318), Bischof von Konstanz
- Gerhard von Brüssel (lat. Gerardus Bruxellensis), Geometer und Philosoph
- Gerhard von Cremona (1114–1187), Übersetzer, Diakon, Lehrer
- Gerhard von Ennstal († 1284), Bischof von Lavant
- Gerhard von Grafschaft († 1249), Abt von Werden und Helmstedt
- Gerhard von Hoya (Verden), Bischof von Verden
- Gerhard von Malberg (* vor 1200–1246), Hochmeister des Deutschen Ordens
- Gerhard von der Mark (1220–1272), Bischof von Münster
- Gerhard von Passau († 946), Bischof von Passau
- Gerhard von Ruppin, Weihbischof im Bistum Cammin
- Gerhard von Sabbioneta (13. Jahrhundert), Astronom und Astrologe
- Gerhard Sasso, Großmeister des Malteserordens
- Gerhard von Seeon, Benediktiner, Abt des Klosters Seeon
- Gerhard von Sileto (Silteo), Mönch und Astronom des 13. Jahrhunderts
- Gerhard von Steterburg († 1209), Chronist und Propst
- Gerhard von Vianden († 1212), Abt von Prüm und Abt der Zwillings-Abteien Stavelot-Malmedy
- Meister Gerhard († 1260), Kölner Dombaumeister

### Herrschername
- Gerhard (Lothringen) (um 1030–1070), Herr von Châtenois und Herzog von Lothringen, auch Gerhard von Elsass
- Gerhard (Durbuy) (1223–um 1303), Graf von Durbuy und Herr von Roussy
- Gerhard von der Mark zu Hamm (um 1387–1461), Regent der Grafschaft Mark

- Gerhard I. (Jülichgau), Graf (1003–1029)
- Gerhard I. von Cambrai († 1051), römisch-katholischer Bischof
- Gerhard I. von Hamburg-Bremen († 1219), Bischof von Osnabrück und Erzbischof von Bremen
- Gerhard I. (Holstein-Itzehoe), Graf (1239–1290)
- Gerhard I. von Dhaun († 1259), Fürsterzbischof von Mainz
- Gerhard I. (Berg), Graf von Berg und Ravensberg (1348–1360)
- Gerhard I. (Vaudémont), Graf, auch Gerhard von Elsass
- Gerhard I. (Geldern) ist: Gerhard III. von Wassenberg
- Gerhard I. Kämmerer von Worms (um 1200–1248)

- Gerhard II. (Jülichgau), Graf (1029–1081)
- Gerhard II. (Geldern), Graf (1129–1131)
- Gerhard II. (Holstein-Plön), Graf (1290–1312)
- Gerhard II. von Eppstein (um 1230–1305), Kurfürst von Mainz
- Gerhard II. (Berg), Herzog von Berg, Jülich und Ravensberg (1428–1475)
- Gerhard II. (Bremen) († 27. Juli 1258), Erzbischof
- Gerhard II. von Goch († 1422), von 1409 bis 1422 Bischof von Naumburg
- Gerhard II. von Paris (um 800–877), Graf von Paris, Graf von Vienne (Girart de Vienne)

- Gerhard III. (Jülich), Graf (1081–1114)
- Gerhard III. von Wassenberg, Graf (1096–1129)
- Gerhard III. (Geldern), Graf (1182–1207)
- Gerhard III. (Holstein-Rendsburg), Graf und Herzog von Schleswig (1304–1340)
- Gerhard III. (Hoya), Graf (1324–1383)
- Gerhard III. von Hoya (* um 1360; † 1398), von Dezember 1397 bis Januar 1398 Bischof von Minden
- Gerhard III. von Hoya (Bremen) († 1463), von 1442 bis 1463 Erzbischof von Bremen

- Gerhard IV. (Jülich), Graf (1114–1127)
- Gerhard IV. (Geldern), Graf (1207–1229)
- Gerhard IV. (Holstein-Plön), Graf (1312–1323)
- Gerhard IV. (Oldenburg), Graf (1450–1500)

- Gerhard V. (Eppstein), (* unbekannt; † nach 1294)
- Gerhard V. (Jülich), Graf (1127–1138)
- Gerhard V. (Holstein-Plön), Graf (1323–1350)

- Gerhard VI. (Jülich), Graf (1138–1142)
- Gerhard VI. (Holstein-Rendsburg), Graf (1382–1404)
- Gerhard VII. (Jülich), Graf (1297–1328)
- Gerhard VII. (Holstein), Graf und Herzog von Schleswig (1427–1433)

### Vorname

#### Form Gerhard
- Gerhard Aigner (1943–2024), Fußballfunktionär
- Gerhard Beenders (* 1939), deutscher Brigadegeneral
- Gerhard Berger (* 1959), österreichischer Automobilrennfahrer
- Gerhard Cromme (* 1943), deutscher Konzernmanager
- Gerhard Delling (* 1959), deutscher Sportjournalist
- Gerhard Domagk (1895–1964), deutscher Pathologe und Bakteriologe, Nobelpreisträger
- Gerhard Dongus (* 1937), deutscher Schauspieler, Nachrichtensprecher und Moderator
- Gerhard Friedle, bekannt als DJ Ötzi (* 1971), österreichischer Sänger und Entertainer
- Gerhard Garbers (* 1942), deutscher Schauspieler
- Gerhard Glogowski (* 1943), deutscher Politiker (SPD), Ministerpräsident von Niedersachsen
- Gerhard Goll (* 1942), deutscher Manager und Politiker (CDU)
- Gerhard Haatz (1947–2012), deutscher Endurosportler
- Gerhard Hauer (* 1985), österreichischer Skibobfahrer
- Gerhard Hilbrecht (1915–1996), deutscher Leichtathlet
- Gerhard Höllerich, bekannt als Roy Black (1943–1991), deutscher Schlagersänger und Schauspieler
- Gerhard Kießling (1922–2017), deutscher Eishockeytrainer
- Gerhard Klarner (1927–1990), deutscher Nachrichtensprecher
- Gerhard Konzelmann (1932–2008), deutscher Journalist und Autor
- Gerhard Kronberg (1913–2001), ungarischer Kirchenmusiker und Komponist
- Gerhard Krumbach (1895–1955), deutscher Seismologe
- Gerhard Langer (* 1960), österreichischer katholischer Theologe und Judaist, Hochschullehrer
- Gerhard Lenz  (1929–2010), deutscher Journalist und Moderator
- Gerhard Lenz  (* 1950), deutscher Unternehmensberater, Moderator und Autor
- Gerhard Limberg (1920–2006), deutscher Generalleutnant, Inspekteur der Luftwaffe
- Gerhard Löwenthal (1922–2002), deutscher Journalist und Fernsehmoderator
- Gerhard May (1898–1980), österreichischer Geistlicher, evangelischer Bischof
- Gerhard May (1940–2007), deutscher evangelischer Theologe und Hochschullehrer
- Gerhard Mayer-Vorfelder (1933–2015), deutscher Sportfunktionär und Politiker (CDU)
- Gerhard von Melle (1854–1921), deutscher Kaufmann und Mäzen
- Gerhard von Mende (1904–1963), deutscher Turkologe und Russlandforscher
- Gerhard Mercator (1512–1594), Geograph und Kartograf
- Gerhard Michel (* 1960), deutscher Jurist, Richter am Bundesfinanzhof
- Gerhard Mildenberger (1915–1992), deutscher Historiker, Hochschullehrer
- Gerhard Mohr (1901–1979), deutscher Komponist und Arrangeur
- Gerhard Moll (1920–1986), deutscher Maler
- Gerhard Moll (1933–2015), deutscher Lokomotivführer und Autor
- Gerhard Mussner (* 1943), italienischer Skirennläufer
- Gerhard Polt (* 1942), deutscher Kabarettist und Schauspieler
- Gerhard Richter (* 1932), deutscher Maler, Bildhauer, Grafiker und Fotograf
- Gerhard Rodax (1965–2022), österreichischer Fußballspieler
- Gerhard Roth (1942–2022), österreichischer Schriftsteller
- Gerhard Schick (* 1972), deutscher Politiker (Bündnis 90/Die Grünen)
- Gerhard Schøning (1722–1780), norwegischer Historiker
- Gerhard Schröder (1910–1989), deutscher Politiker (CDU), Bundesminister
- Gerhard Schröder (* 1944), deutscher Politiker (SPD), Bundeskanzler
- Gerhard Sommer (1921–2019), deutscher Kriegsverbrecher, SS-Mitglied
- Gerhard Stadler (* 1956), österreichischer Historiker und Hochschullehrer
- Gerhard Stoltenberg (1928–2001), deutscher Politiker (CDU), Ministerpräsident von Schleswig-Holstein und Bundesminister
- Gerhard Strack (1911–1977), deutscher Politiker (SPD), MdL
- Gerhard Strack (1955–2020), deutscher Fußballspieler, siehe Gerd Strack
- Gerhard Stratthaus (* 1942), deutscher Politiker (CDU), Landesminister
- Gerhard Treutlein (1940–2022), deutscher Sportpädagoge und Hochschullehrer
- Gerhard Weiser (1931–2003), deutscher Politiker (CDU), Landesminister
- Gerhard Wendland (1916–1996), deutscher Schlagersänger
- Gerhard Widder (* 1940), deutscher Kommunalpolitiker (SPD), Oberbürgermeister von Mannheim

#### Kurzform Gerd
- Gerd Antes (* 1949), deutscher Mathematiker, Biometriker
- Gerd Baltus (1932–2019), deutscher Schauspieler
- Gerd Böttcher (1936–1985), deutscher Schlagersänger
- Gerd Dais (* 1963), deutscher Fußballspieler
- Gerd Dessel (1930–2010), deutscher Politiker (SPD)
- Gerd Dudenhöffer (* 1949), deutscher Kabarettist
- Gerd Gies (* 1943), deutscher Politiker (CDU), Ministerpräsident von Sachsen-Anhalt
- Gerd Grabowski, bekannt als G. G. Anderson (* 1949), deutscher Komponist, Musikproduzent und Schlagersänger
- Gerd Helbig (1939–2025), deutscher Fernsehjournalist
- Gerd Jauch (1924–2007), deutscher Fernsehmoderator und Fernsehjournalist
- Gerd Kische (* 1951), deutscher Fußballspieler
- Gerd Lohmeyer (* 1945), deutscher Schauspieler und Regisseur
- Gerd Mayen (1929–2009), deutscher Schauspieler und Hörspielsprecher
- Gerd Meyer (* 1937), deutscher Brigadegeneral
- Gerd Müller (1945–2021), deutscher Fußballspieler
- Gerd Müller (* 1955), deutscher Politiker (CSU), Bundesminister
- Gerd Neuhaus (* 1952), deutscher römisch-katholischer Theologe, Hochschullehrer
- Gerd Roggensack (1941–2024), Fußballspieler und -trainer
- Gerd Rubenbauer (* 1948), deutscher Sportreporter und Fernsehmoderator
- Gerd Ruge (1928–2021), deutscher Journalist
- Gerd von Rundstedt (1875–1953), deutscher Wehrmachtsoffizier, Generalfeldmarschall im Zweiten Weltkrieg
- Gerd Siemoneit-Barum (1931–2021), deutscher Zirkusdirektor
- Gerd Silberbauer (* 1953), deutscher Schauspieler
- Gerd Sonnleitner (* 1948), deutscher Landwirt und Agrarfunktionär
- Gerd Stein (* 1941), deutscher Politik- und Erziehungswissenschaftler, Hochschullehrer
- Gerd Weinmann (* 1962), deutscher Fußballspieler
- Gerd Wiltfang (1946–1997), deutscher Springreiter
- Gerd Zewe (* 1950), deutscher Fußballspieler

### Familienname
- Adele Gerhard (1868–1956), deutsche Schriftstellerin
- Alexandra Gerhard-García (* 1974), deutsch-venezolanische Schlagzeugerin und Ärztin
- Andrea Gerhard (* 1983), deutsche Schauspielerin
- Andreas Gerhard (1580–1623), deutscher Jurist und Kanzler
- Anselm Gerhard (* 1958), deutscher Musikwissenschaftler
- Anton Gerhard (1855–1935), deutscher Drucker und Zeitungsverleger
- Anton Meyer-Gerhard (1868–1947), deutscher Jurist und Kolonialbeamter
- Carl Abraham Gerhard (1738–1821), deutscher Mineraloge
- Christian August Gerhard (1745–1817), deutscher Orgelbauer
- Christoph Gerhard (* 1977), deutscher Ingenieur und Hochschullehrer
- Christopher Gerhard (* 1967), deutscher Leichtathlet und Automobilrennfahrer
- Clemens Gerhard (* 1967), deutscher Schauspieler
- David Gottfried Gerhard (1734–1809), deutscher evangelischer Geistlicher
- Dietrich Gerhard (1896–1985), deutscher Historiker
- Eduard Gerhard (1795–1867), deutscher Archäologe
- Ernst Glaser-Gerhard (1891–1973), deutscher Literaturwissenschaftler und Pädagoge
- Frank Gerhard (1966–2015), deutscher Politiker
- Franz Gerhard (?–1955), deutscher Zeitungsverleger
- Friedrich Gerhard (1884–1950), deutscher Reitsportler
- Fritz Christian Gerhard (1911–1993), deutscher Musikpädagoge und Komponist
- Georgine Gerhard (1886–1971), Schweizer Lehrerin und Frauenrechtlerin
- Gesine Gerhard (* 1969), deutsche Historikerin
- Gustav Adolf Gerhard (1878–1918), deutscher Klassischer Philologe und Papyrologe
- Hans Gerhard (Politiker) (1888–1978), deutscher Politiker (FDP), MdL Nordrhein-Westfalen
- Hans Ferdinand Gerhard (1868–1930), Schriftsteller, Archivar und Heimatforscher
- Heidi Gerhard (* 1941), deutsche Sprinterin
- Heinrich Gerhard (spätes 16./frühes 17. Jahrhundert), aus den Niederlanden stammender Bildhauer in Augsburg und München
- Hermann Paul Gerhard (1827–1881), deutscher Jurist und Politiker, MdR
- Hieronymus Gerhard (1518–1574), württembergischer Staatsmann
- Hubert Gerhard (1540/1550–um 1620), flämischer Bildhauer
- Ingrid Gerhard (* 1944), deutsche Gynäkologin, Naturheilkundlerin und Sachbuchautorin
- Johann Gerhard (Theologe) (1582–1637), deutscher Theologe
- Johann Gerhard (Amtmann) (1781–1858), badischer Amtmann
- Johann Gerhard (Mediziner) (1599–1657), deutscher Arzt und Hochschullehrer
- Johann Carl Ludewig Gerhard (1768–1835), deutscher Berghauptmann
- Johann Christian Adam Gerhard (1780–1837), deutscher Orgelbauer
- Johann Conrad Gerhard (1720–1808), deutsch-russischer Wasserbauingenieur
- Johann Ernst Gerhard der Ältere (1621–1668), deutscher Theologe
- Johann Ernst Gerhard der Jüngere (1662–1707), deutscher Theologe
- Jürgen Gerhard (* 1947), deutscher Maler
- Justinus Ehrenfried Gerhard (um 1710–1786), deutscher Orgelbauer
- Karl Gerhard (Maler) (1873–1948), deutscher Kirchenmaler
- Karl Gerhard (eigentlich Karl Johnson; 1891–1964), schwedischer Theaterschaffender und Liederschreiber
- Karl Theodor Christian Gerhard (1773–1841), schlesischer Theologe und Dichter
- Konstanze Gerhard (* 1961), deutsche LGBT-Aktivistin
- Kirsten Gerhard, deutsche Journalistin und Nachrichtensprecherin
- Ludwig Gerhard (um 1680–1738), deutscher Theologe und Lehrer
- Marcel Gerhard (* 1955), Schweizer Motorradrennfahrer
- Martin Gerhard (* vor 1960), deutscher Sänger
- Melitta Gerhard (1891–1981), US-amerikanische Literaturhistorikerin deutscher Herkunft
- Nikolai Nikolajewitsch Gerhard (1838–1929), russischer Generalgouverneur Finnlands
- Nina Gerhard (* 1974), deutsche Sängerin, Texterin, Komponistin und Sprecherin
- Oskar Gerhard (1826–1895), deutscher Philologe und Gymnasiallehrer
- Peter Gerhard (1907–1994), österreichischer Schauspieler
- Reimund Gerhard (* 1952), deutscher Physiker und Hochschullehrer
- Robert Gerhard (1896–1970), spanischer Komponist
- Siegfried Gerhard, deutscher Patrizier
- Siggi Gerhard (1930–2020), deutscher Jazzmusiker
- Similde Gerhard (1830–1903), deutsche Schriftstellerin
- Tatjana Gerhard (* 1974), Schweizer Malerin
- Till Gerhard (* 1971), deutscher Maler und Künstler
- Ute Gerhard (Soziologin) (* 1939), deutsche Soziologin und Hochschullehrerin
- Ute Gerhard (Schauspielerin) (1947–1987), deutsche Schauspielerin
- Wilfried Gerhard (* 1940), deutscher evangelischer Theologe und Sozialwissenschaftler
- Wilhelm Gerhard (1780–1858), deutscher Dichter